# Liste deutsch-belgischer Städte- und Gemeindepartnerschaften
Dies ist eine unvollständige Liste von Städte- und Gemeindepartnerschaften zwischen Deutschland und Belgien
| Deutsche Gemeinde                             | Bundesland             | Belgische Gemeinde                        | Belgische Provinz  | seit                                |
| --------------------------------------------- | ---------------------- | ----------------------------------------- | ------------------ | ----------------------------------- |
| Alheim                                        | Hessen                 | Zandhoven                                 | Antwerpen          | 1971                                |
| Alken                                         | Rheinland-Pfalz        | Alken                                     | Limburg            | 1981                                |
| Altenberge                                    | Nordrhein-Westfalen    | Gooik                                     | Flämisch-Brabant   | 1979                                |
| Andernach                                     | Rheinland-Pfalz        | Ekeren, eingemeindet nach Antwerpen       | Antwerpen          | 1979                                |
| Bacharach                                     | Rheinland-Pfalz        | Overijse                                  | Flämisch-Brabant   | 1959                                |
| Bad Arolsen                                   | Hessen                 | Heusden-Zolder                            | Limburg            | 1973                                |
| Bad Gandersheim                               | Niedersachsen          | Rotselaar                                 | Flämisch-Brabant   | 1987                                |
| (Bonn-)Bad Godesberg                          | Nordrhein-Westfalen    | Kortrijk                                  | Westflandern       | 1964                                |
| Bad Langensalza                               | Thüringen              | Oostkamp                                  | Westflandern       | 1985                                |
| Bad Nauheim                                   | Hessen                 | Oostkamp                                  | Westflandern       | 1985                                |
| Bad Neuenahr-Ahrweiler                        | Rheinland-Pfalz        | Brasschaat                                | Antwerpen          | 1988                                |
| Bad Zwischenahn                               | Niedersachsen          | Izegem                                    | Westflandern       | 1980                                |
| Bergheim                                      | Nordrhein-Westfalen    | Andenne                                   | Namur              | 1990                                |
| Berlin                                        | Berlin                 | Brüssel                                   | Brüssel-Hauptstadt | 1992                                |
| Bezirk Neukölln                               | Berlin                 | Anderlecht                                | Brüssel-Hauptstadt | 1955                                |
| Biedenkopf                                    | Hessen                 | Koksijde (Ortsteil Oostduinkerke)         | Westflandern       | 1966                                |
| Biedenkopf                                    | Hessen                 | Wépion sur Meuse, eingemeindet nach Namur | Namur              | 1974                                |
| Bilsen                                        | Schleswig-Holstein     | Bilzen                                    | Limburg            | 2000                                |
| Bitburg                                       | Rheinland-Pfalz        | Arlon                                     | Luxemburg          | 1965                                |
| Bocholt                                       | Nordrhein-Westfalen    | Bocholt                                   | Limburg            | 1980                                |
| Bornheim                                      | Nordrhein-Westfalen    | Bornem                                    | Antwerpen          | 1989                                |
| Brakel                                        | Nordrhein-Westfalen    | Wetteren                                  | Ostflandern        | 1971                                |
| Braunfels                                     | Hessen                 | Eeklo                                     | Ostflandern        | 1975                                |
| Brilon                                        | Nordrhein-Westfalen    | Heusden-Zolder                            | Limburg            | 1971                                |
| Bruttig-Fankel                                | Rheinland-Pfalz        | Overijse                                  | Flämisch-Brabant   | 1958                                |
| Büchenbeuren                                  | Rheinland-Pfalz        | Middelkerke                               | Westflandern       | 1969                                |
| Büdingen                                      | Hessen                 | Gistel                                    | Westflandern       | 1964 (geschlossen mit Aulendiebach) |
| Büren                                         | Nordrhein-Westfalen    | Kortemark                                 | Westflandern       | 1981                                |
| Cham                                          | Bayern                 | Zele                                      | Ostflandern        | 2010                                |
| Coburg                                        | Bayern                 | Oudenaarde                                | Ostflandern        | 1972                                |
| Cochem                                        | Rheinland-Pfalz        | Malmedy                                   | Lüttich            | 1975                                |
| Damme                                         | Niedersachsen          | Damme                                     | Westflandern       | 1986                                |
| Delligsen                                     | Niedersachsen          | Merksplas                                 | Antwerpen          | 2011                                |
| Detmold                                       | Nordrhein-Westfalen    | Hasselt                                   | Limburg            | 1976                                |
| Dillenburg                                    | Hessen                 | Diest                                     | Flämisch-Brabant   | 1963                                |
| Dudenhofen (seit 1977 Teil von Rodgau)        | Hessen                 | Nieuwpoort                                | Westflandern       | 1975                                |
| Ennepetal                                     | Nordrhein-Westfalen    | Vilvoorde                                 | Flämisch-Brabant   | 1973                                |
| Essen                                         | Niedersachsen          | Essen                                     | Antwerpen          | 1968                                |
| Ettlingen                                     | Baden-Württemberg      | Middelkerke                               | Westflandern       | 1971                                |
| Finnentrop                                    | Nordrhein-Westfalen    | Diksmuide                                 | Westflandern       | 1979                                |
| Florstadt                                     | Hessen                 | Staden                                    | Westflandern       | 2004                                |
| Flossenbürg                                   | Bayern                 | Wervik                                    | Westflandern       | 2018                                |
| Freiamt                                       | Baden-Württemberg      | De Pinte                                  | Ostflandern        | 1971                                |
| Frielendorf                                   | Hessen                 | Poperinge                                 | Westflandern       | 2009                                |
| Geldern                                       | Nordrhein-Westfalen    | Bree                                      | Limburg            | 1986                                |
| Gladenbach                                    | Hessen                 | Londerzeel                                | Flämisch-Brabant   | 2010                                |
| Gräfenhainichen                               | Sachsen-Anhalt         | Zoersel                                   | Antwerpen          | 2005(Städtefreundschaft)            |
| Großenkneten                                  | Niedersachsen          | Evergem                                   | Ostflandern        | 1974                                |
| Groß-Gerau                                    | Hessen                 | Tielt                                     | Westflandern       | 1959                                |
| Hammelburg                                    | Bayern                 | Turnhout                                  | Antwerpen          | 1974                                |
| Herbstein                                     | Hessen                 | Ranst                                     | Antwerpen          | 1968                                |
| Hessisch Lichtenau                            | Hessen                 | Dessel                                    | Antwerpen          | 1971                                |
| Heusenstamm                                   | Hessen                 | Malle                                     | Antwerpen          | 1991                                |
| Hilders                                       | Hessen                 | Kachtem (eingemeindet nach Izegem)        | Westflandern       | 1974                                |
| Hüllhorst                                     | Nordrhein-Westfalen    | Ingelmunster                              | Westflandern       | 1979                                |
| Idstein                                       | Hessen                 | Zwijndrecht                               | Antwerpen          | 1970                                |
| Ilsede                                        | Niedersachsen          | Asse                                      | Flämisch-Brabant   | 1976                                |
| Kall                                          | Nordrhein-Westfalen    | Mol                                       | Antwerpen          | 1980                                |
| Kerpen                                        | Nordrhein-Westfalen    | Sankt Vith                                | Lüttich            | 1975                                |
| Kinheim                                       | Rheinland-Pfalz        | Harelbeke                                 | Westflandern       | 1961                                |
| Kleve                                         | Nordrhein-Westfalen    | Ronse                                     | Ostflandern        | 1971                                |
| Kloster Lehnin                                | Brandenburg            | Tervuren                                  | Flämisch-Brabant   | 2003                                |
| Kobern-Gondorf                                | Rheinland-Pfalz        | Arendonk                                  | Antwerpen          | 1993                                |
| Köln                                          | Nordrhein-Westfalen    | Lüttich                                   | Lüttich            | 1958                                |
| Konz                                          | Rheinland-Pfalz        | Koksijde                                  | Westflandern       | 1973                                |
| Korntal-Münchingen                            | Baden-Württemberg      | Tubize                                    | Wallonisch-Brabant | 1966                                |
| Lampertheim                                   | Hessen                 | Maldegem                                  | Ostflandern        | 1967                                |
| Laubach                                       | Hessen                 | Zoersel                                   | Antwerpen          | 1996                                |
| Lehrte                                        | Niedersachsen          | Ypern                                     | Westflandern       | 1969 (Städtefreundschaft)           |
| Limburg                                       | Hessen                 | Oudenburg                                 | Westflandern       | 1972                                |
| Lorsch                                        | Hessen                 | Zwevegem                                  | Westflandern       | 1973                                |
| Ludwigshafen                                  | Rheinland-Pfalz        | Antwerpen                                 | Antwerpen          | 1998(Städtefreundschaft)            |
| Lüdenscheid                                   | Nordrhein-Westfalen    | Löwen                                     | Flämisch-Brabant   | 1987                                |
| Marsberg (geschlossen mit Essentho)           | Nordrhein-Westfalen    | Oudenburg (geschlossen mit Ettelgem)      | Westflandern       | 1978                                |
| Mehring                                       | Rheinland-Pfalz        | Linter                                    | Flämisch-Brabant   | 1991                                |
| Melle                                         | Niedersachsen          | Gent (-Sint Denijs-Westrem)               | Ostflandern        | 1969                                |
| Melle                                         | Niedersachsen          | Melle                                     | Ostflandern        | 2014                                |
| Melle – Eicken-Bruche                         | Niedersachsen          | Nazareth – Eke                            | Ostflandern        | 1993                                |
| Menden (Sauerland)                            | Nordrhein-Westfalen    | Braine-l’Alleud                           | Wallonisch-Brabant | 1978                                |
| Mönchengladbach                               | Nordrhein-Westfalen    | Verviers                                  | Lüttich            | 1970                                |
| Nettersheim                                   | Nordrhein-Westfalen    | Zutendaal                                 | Limburg            | 1988                                |
| Nienburg/Weser                                | Niedersachsen          | Dendermonde                               | Ostflandern        | 1979                                |
| Oberkirch                                     | Baden-Württemberg      | Oosterzele                                | Ostflandern        | 1991                                |
| Ottersweier                                   | Baden-Württemberg      | Westerlo                                  | Antwerpen          | 1962                                |
| Parchim                                       | Mecklenburg-Vorpommern | Peer                                      | Limburg            | 2004                                |
| Pasewalk                                      | Mecklenburg-Vorpommern | Halen                                     | Limburg            | 2001                                |
| Ratzeburg                                     | Schleswig-Holstein     | Esneux                                    | Lüttich            | 1969                                |
| Ratzeburg                                     | Schleswig-Holstein     | Walcourt                                  | Namur              | 1969                                |
| Rauschenberg                                  | Hessen                 | Middelkerke-Westende                      | Westflandern       | 1972                                |
| Reil                                          | Rheinland-Pfalz        | Zedelgem                                  | Westflandern       | 2007                                |
| Rheinbach                                     | Nordrhein-Westfalen    | Deinze                                    | Ostflandern        | 1981                                |
| Rheinfelden                                   | Baden-Württemberg      | Mouscron                                  | Hennegau           | 1981                                |
| Rösrath                                       | Nordrhein-Westfalen    | Veurne                                    | Westflandern       | 1974                                |
| Rostock                                       | Mecklenburg-Vorpommern | Antwerpen                                 | Antwerpen          | 1963                                |
| Rotenburg                                     | Niedersachsen          | Aalter                                    | Ostflandern        | 1974                                |
| Rottach-Egern                                 | Bayern                 | Diksmuide                                 | Westflandern       | 1965                                |
| Schnelldorf                                   | Bayern                 | Hooglede                                  | Westflandern       | 1988                                |
| Schotten                                      | Hessen                 | Belœil                                    | Hennegau           | 1963                                |
| Schongau                                      | Bayern                 | Sint-Niklaas                              | Ostflandern        | 1962                                |
| Schramberg                                    | Baden-Württemberg      | Marcinelle                                | Hennegau           | 1964                                |
| Schwalmstadt                                  | Hessen                 | Zwalm                                     | Ostflandern        | 1973                                |
| Schwarzenbek                                  | Schleswig-Holstein     | Zelzate                                   | Ostflandern        | 1955                                |
| Siegen                                        | Nordrhein-Westfalen    | Ypern                                     | Westflandern       | 1967                                |
| Sohren                                        | Rheinland-Pfalz        | Middelkerke                               | Westflandern       | 1969                                |
| Steinenbronn                                  | Baden-Württemberg      | Le Rœulx                                  | Hennegau           | 1992                                |
| Steinfurt                                     | Nordrhein-Westfalen    | Liedekerke                                | Flämisch-Brabant   | 1975                                |
| Troisdorf                                     | Nordrhein-Westfalen    | Genk                                      | Limburg            | 1990                                |
| Waldkirch                                     | Baden-Württemberg      | Montignies-sur-Sambre                     | Hennegau           | 1974                                |
| Warburg                                       | Nordrhein-Westfalen    | Ledegem                                   | Westflandern       | 1983 / 1998                         |
| Wenigumstadt (seit 1978 Teil von Großostheim) | Bayern                 | Hamoir                                    | Lüttich            | 1975                                |
| Werl                                          | Nordrhein-Westfalen    | Halle                                     | Flämisch-Brabant   | 1973                                |
| Wetter                                        | Hessen                 | Oostrozebeke                              | Westflandern       | 1976                                |
| Wiesbaden                                     | Hessen                 | Gent                                      | Ostflandern        | 1969                                |
| Winterberg                                    | Nordrhein-Westfalen    | Rixensart                                 | Wallonisch-Brabant | 1974                                |
| Lutherstadt Wittenberg                        | Sachsen-Anhalt         | Beveren                                   | Ostflandern        | 2019                                |
| Xanten                                        | Nordrhein-Westfalen    | Geel                                      | Antwerpen          | 1990                                |
| Zell                                          | Rheinland-Pfalz        | Antoing                                   | Hennegau           | 1957                                |